# Igor Badamchin
Igor Gayniakhmetovich Badamtchin (en russe : Игорь Бадамчин), né le 12 juin 1966 et mort le 24 janvier 2014, est un fondeur soviétique, puis russe.

## Biographie
Pour ses débuts internationaux en 1989, il est notamment cinquième du cinquante kilomètres des Championnats du monde à Lahti, avant de signer sa seule victoire au niveau mondial dans un relais disputé à Falun.
En 1989, il obtient son unique podium individuel en Coupe du monde, lorsqu'il termine deuxième du cinquante kilomètres de Calgary. Il a aussi remporté une médaille de bronze aux Championnats du monde 1993 en relais avec Andreï Kirillov, Aleksey Prokurorov et Mikhail Botvinov. En 1994, il participe aux Jeux olympiques de Lillehammer, sans obtenir de top dix.
Il s'est marié avec la fondeuse à succès Nina Gavriliouk, avec qui il s'est installé au Wisconsin, aux États-Unis après sa carrière sportive pour devenir entraîneur.
Il meurt le 24 janvier 2014 d'une crise cardiaque sur une piste de ski près de Hayward.

## Palmarès

### Jeux olympiques
| Épreuve / Édition | Épreuve / Édition | Lillehammer 1994 |
| 30 km             | 30 km             | 26e              |
| 50 km             | 50 km             | 14e              |

### Championnats du monde
- Championnats du monde 1993 à Falun, en Suède :
  -  Médaille de bronze en relais 4 × 10 km.

### Coupe du monde
- Meilleur classement général : 15e en 1990[3].
- 1 podium individuel : 1 deuxième place.
- 1 victoire en relais.